# Plaque Farallon
Pour l’article homonyme, voir Îles Farallon.

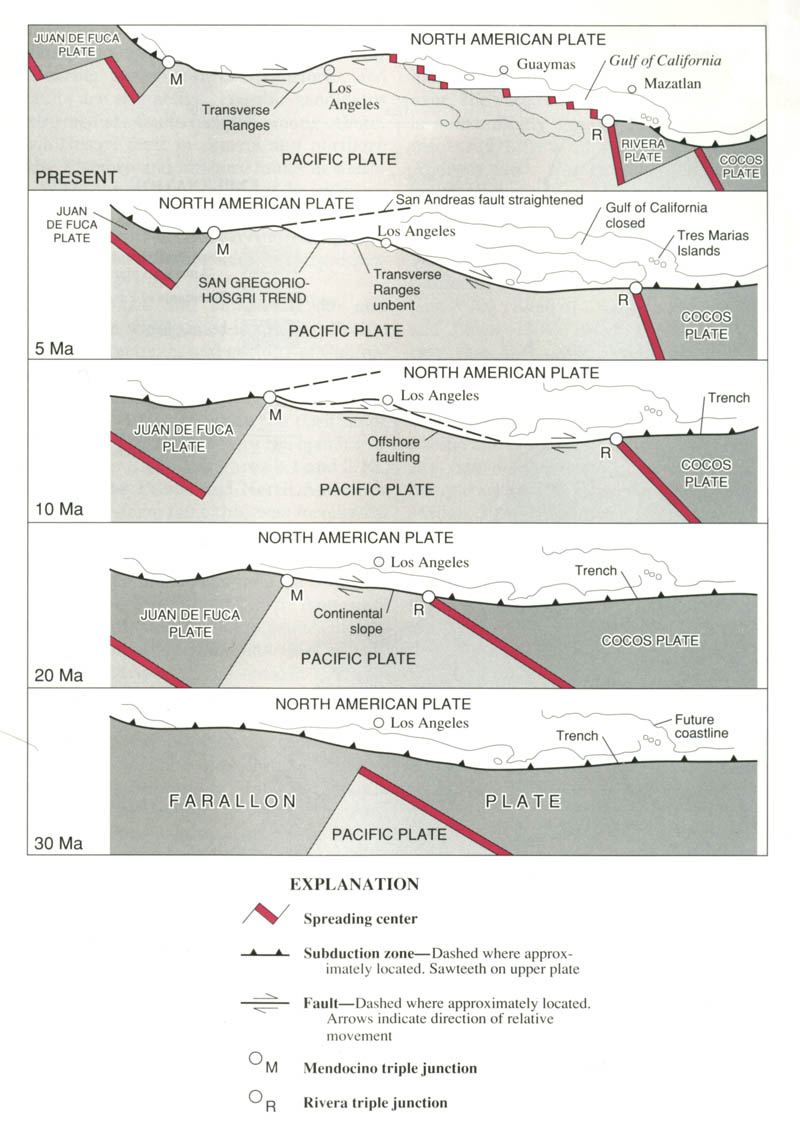
Création des plaques Juan de Fuca (dont Explorer et Gorda) et de Cocos (dont Rivera) et de la faille de San Andreas à partir de la plaque Farallon.

La plaque Farallon est une ancienne plaque tectonique de la lithosphère de la planète Terre. Les seuls fragments qui restent de cette plaque sont les plaques Gorda, Rivera, de Nazca, des Cocos, Juan de Fuca et Explorer. Elle tire son nom des îles Farallon qui se trouvent au large de la baie de San Francisco.

## Dynamique

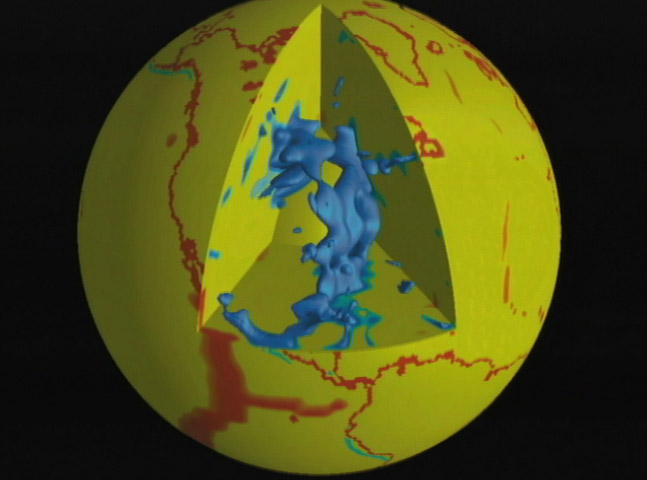
Modélisation en 3D des restes de la plaque Farallon (en bleu) sous l'Amérique du Nord (traits de côte actuels en traits rouges).

La plaque Farallon était située dans ce qui allait devenir l'océan Pacifique. Ses frontières avec les autres plaques étaient constituées à l'ouest, au nord et à l'est par des fosses de subduction et des failles transformantes et au sud et au sud-est par des dorsales et des failles transformantes. Elle se déplaçait vers le nord-est à une vitesse de cinq centimètres par an environ. Elle était bordée au sud-ouest par la plaque Izanagi, à l'ouest par la plaque eurasiatique, au nord et au nord-est par la plaque nord-américaine et au sud-est par la plaque sud-américaine.
La plaque Farallon a commencé à disparaître par subduction sous la côte ouest du continent américain au cours du Jurassique. Il y a 90 ou 80 millions d'années, une nouvelle dorsale océanique orientée est-ouest, la dorsale de Kula, a séparé la plaque Farallon de sa partie nord : la plaque de Kula. Une partie de la plaque Farallon est encore détectable dans le manteau, sous la côte Est de l'Amérique du Nord.
Elle ne comportait vraisemblablement aucune partie continentale et était donc majoritairement formée de lithosphère océanique.

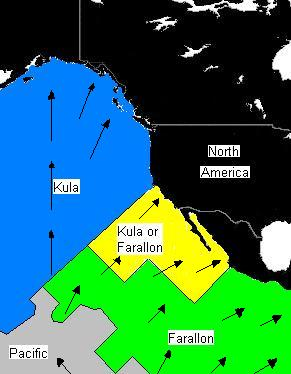
Carte de la situation tectonique il y a environ 70 millions d'années avec la plaque de Kula au nord-ouest, la plaque Farallon au sud-est et la plaque pacifique au sud.
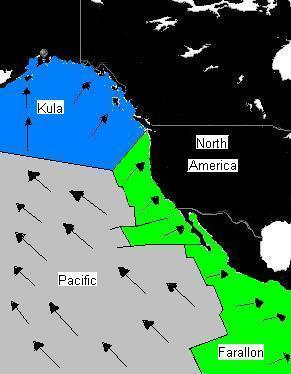
Carte de la situation tectonique il y a 55 millions d'années avec les plaques de Kula et Farallon en fin de subduction et la plaque pacifique dont la superficie augmente.

### Sources
- (en) Burke Museum - L'épisode de la Chaîne Côtière et la rupture de la plaque Farallon
- (en) Géodynamique du Japon